# Karius en Baktus
Karius en Baktus (Karius og Baktus, ISBN 0961539410) is een geïllustreerd kinderboek, geschreven en geïllustreerd door de Noorse illustrator Thorbjørn Egner. Het boek verscheen voor het eerst in 1949, en werd een klassieker binnen en buiten Noorwegen door de grappige tekeningen en de belangrijke boodschap: poets je tanden en ga regelmatig naar de tandarts. Generaties kinderen in Noorwegen en andere landen hebben dan ook kennisgemaakt met het boek. In 1954 heeft Ivo Caprino een poppenanimatie van het verhaal gemaakt.

## Het verhaal
In de mond van Jaap wonen twee heel kleine trolletjes. Ze zijn zo klein, dat je een vergrootglas nodig hebt om ze te zien. De een heeft zwart haar en heet Karius, en de ander heeft rood haar en heet Baktus (afgeleid van cariës en bacterie). Ze wonen in kleine gaatjes die ze in Jaaps tanden hebben gehakt. Jaap weet niet eens dat ze er zijn, maar Karius en Baktus hebben het goed naar hun zin in Jaaps mond. Want ze houden erg van zoetigheid, en Jaap eet alleen maar witte boterhammen met stroop. Bovendien poetst hij zijn tanden nooit en gaat hij nooit naar de tandarts. Maar van al die zoetigheid worden Karius en Baktus dikker en dikker, zodat ze hun huizen nog groter moeten maken.
Jaap eet en eet, en Karius en Baktus eten lekker mee. Ze maken hun huizen steeds groter en mooier, totdat Jaap pijn begint te krijgen. Als hij daarover klaagt zegt zijn moeder dat hij naar de tandarts moet, maar eerst moet hij zijn tanden goed poetsen. Met tegenzin doet Jaap dat, en Karius en Baktus zien tot hun grote schrik een enorme borstel op zich afkomen. Ze kunnen maar net in Karius' huis wegduiken. Dan gaat Jaap naar de tandarts, en die ziet al snel de grote gaten met daarin Karius en Baktus. Hij metselt hun mooie huizen dicht, en opnieuw moeten Karius en Baktus rennen. Na terugkomst gaat Jaap zijn tanden poetsen. Opnieuw zien Karius en Baktus die nare borstel op zich afkomen, maar omdat hun huisjes nu dichtgemetseld zijn kunnen ze nergens meer naartoe. Ze worden opgeborsteld en weggespoeld, het riool in, en uiteindelijk naar zee. En daar drijven ze nu rond op een vlotje. Op zoek naar iemand anders die zijn tanden nooit poetst.